# Phryxe flavibarbis
Phryxe flavibarbis är en tvåvingeart som beskrevs av Robineau-desvoidy 1863. Phryxe flavibarbis ingår i släktet Phryxe och familjen parasitflugor.
Artens utbredningsområde är Frankrike. Inga underarter finns listade i Catalogue of Life.